# Функціональна похідна
Функціональна похідна є узагальненням похідної за напрямком. Різниця полягає в тому, що для останньої диференціювання проводиться в напрямку певного вектора, а для функціональної похідної мова йде про функцію. Обидва ці поняття можна розглядати як узагальнення звичайного диференціального числення.
Існують два основних види функціональних похідних, відповідних загальному визначенню похідної Фреше та похідної Гато функції на банаховому просторі. На практиці вони часто не розрізняються.

## Означення
Нехай {\displaystyle F} — деякий функціонал, тобто відображення, визначене на деякій множині функцій. Значення функціоналу {\displaystyle F} на функції φ позначають {\displaystyle F[\phi ]}. Його похідна Гато (похідна по напрямку) є границя (якщо вона існує) виразу {\displaystyle \lim _{\varepsilon \to 0}{\frac {F[\phi +\varepsilon \delta \phi ]-F[\phi ]}{\varepsilon }}}. Тут {\displaystyle \delta \phi } — деяка функція з області визначення F. Відзначимо, що така похідна, взагалі кажучи, залежить від вибору функції δφ. У цьому сенсі ситуація цілком аналогічна скінченновимірній. Наприклад, функція y = | x | диференційовна в точці x = 0 праворуч і ліворуч, але ці односторонні похідні різні, а в звичайному сенсі ця функція в 0 не диференційовна.
Набагато частіше в додатках виникає похідна функціоналу, аналогічна класичній скінченновимірній похідній і є окремим випадком похідною Гато. Не даючи загального визначення, розглянемо типовий приклад: пошук екстремуму функціоналу на множині траєкторій, що проходять через дві задані точки. Така задача виникає при дослідженні завдань класичної механіки за допомогою принципу найменшої дії, подібного ж типу задача про знаходження фігури максимальної площі з заданим периметром тощо
Нехай функціонал {\displaystyle F} має інтегральний вид
{\displaystyle F[\phi ]=\int _{a}^{b}L(\phi ,{\dot {\phi }},t)dt}
Його першою варіацією називається вираз
{\displaystyle \delta F=F[\phi +\delta \phi ]-F[\phi ]}
Якщо вона подана у вигляді
{\displaystyle \delta F=\int _{a}^{b}S(\phi ,{\dot {\phi }},t)\delta \phi (t)dt}
з точністю до величин другого порядку за δφ, то функція S називається функціональної похідної F по φ і позначається {\displaystyle {\frac {\delta F}{\delta \phi }}}. Функціонал при цьому називають диференційовним.
Конкретно в даній задачі {\displaystyle {\frac {\delta F}{\delta \phi }}={\frac {\partial L}{\partial \phi }}-{\frac {d}{dt}}{\frac {\partial L}{\partial {\dot {\phi }}}}}, але в загальному випадку відповідь суттєво залежить від постановки задачі і граничних умов.
Друга варіація
Якщо функціонал диференціюємо, то можна визначити аналог другої похідної (у цьому випадку він скоріше аналогічний матриці других приватних похідних). Розкладаючи повну варіацію δF до другого порядку по δφ і відкидаючи величини першого порядку, одержимо вираз, який називають другою варіацією функціонала:
{\displaystyle \delta ^{2}F=\iint {\frac {\delta ^{2}F}{\delta \phi \delta \phi ^{\prime }}}\delta \phi (x)\delta \phi ^{\prime }(x^{\prime })dxdx^{\prime }}

## Властивості
Функціональна похідна за властивостями аналогічна звичайної. Наприклад:
- Лінійність. {\displaystyle {\frac {\delta }{\delta \phi }}(\lambda F+\mu G)=\lambda {\frac {\delta F}{\delta \phi }}+\mu {\frac {\delta G}{\delta \phi }},\ \lambda ,\mu \in \mathbb {C} }
- Тотожність Лейбніца. {\displaystyle {\frac {\delta FG}{\delta \phi }}={\frac {\delta F}{\delta \phi }}G+F{\frac {\delta G}{\delta \phi }}}
- Розкладання повної варіації за частинними похідним: {\displaystyle \delta F[\phi ,\psi ]={\frac {\delta F}{\delta \phi }}\delta \phi +{\frac {\delta F}{\delta \psi }}\delta \psi }
- У точці екстремуму функціонала його похідна дорівнює 0. Точка екстремуму є точкою мінімуму (максимуму), якщо друга варіація - позитивно (негативно) визначена квадратична форма.

і так далі.